# Фаж, Рене
Рене Фаж (фр. René Fage; 1848—1929) — французский историк.
Написал длинный ряд книг и статей, касающихся главным образом местной истории:
- «Excursions Limousines» (1871—83);
- «Quelques proc ès limousines devant le Parlement de Bordeaux» (1877);
- «La maison de Ségur, son origine, ses vicomtes» (1878);
- «Les oeuvies de Baluze, cataloguées et décrites» (1882—84);
- «Molière et les Limousins» (1883) и другие.